# South Fambridge
 (avril 2023).
Pour l’article homonyme, voir North Fambridge.
South Fambridge est un village de l'Essex, en Angleterre.